# Mirebeau
Mirebeau is een gemeente in het Franse departement Vienne (regio Nouvelle-Aquitaine) en telt 2226 inwoners (2005). De plaats maakt deel uit van het arrondissement Poitiers.

## Geografie
De oppervlakte van Mirebeau bedraagt 13,8 km², de bevolkingsdichtheid is 161,3 inwoners per km².

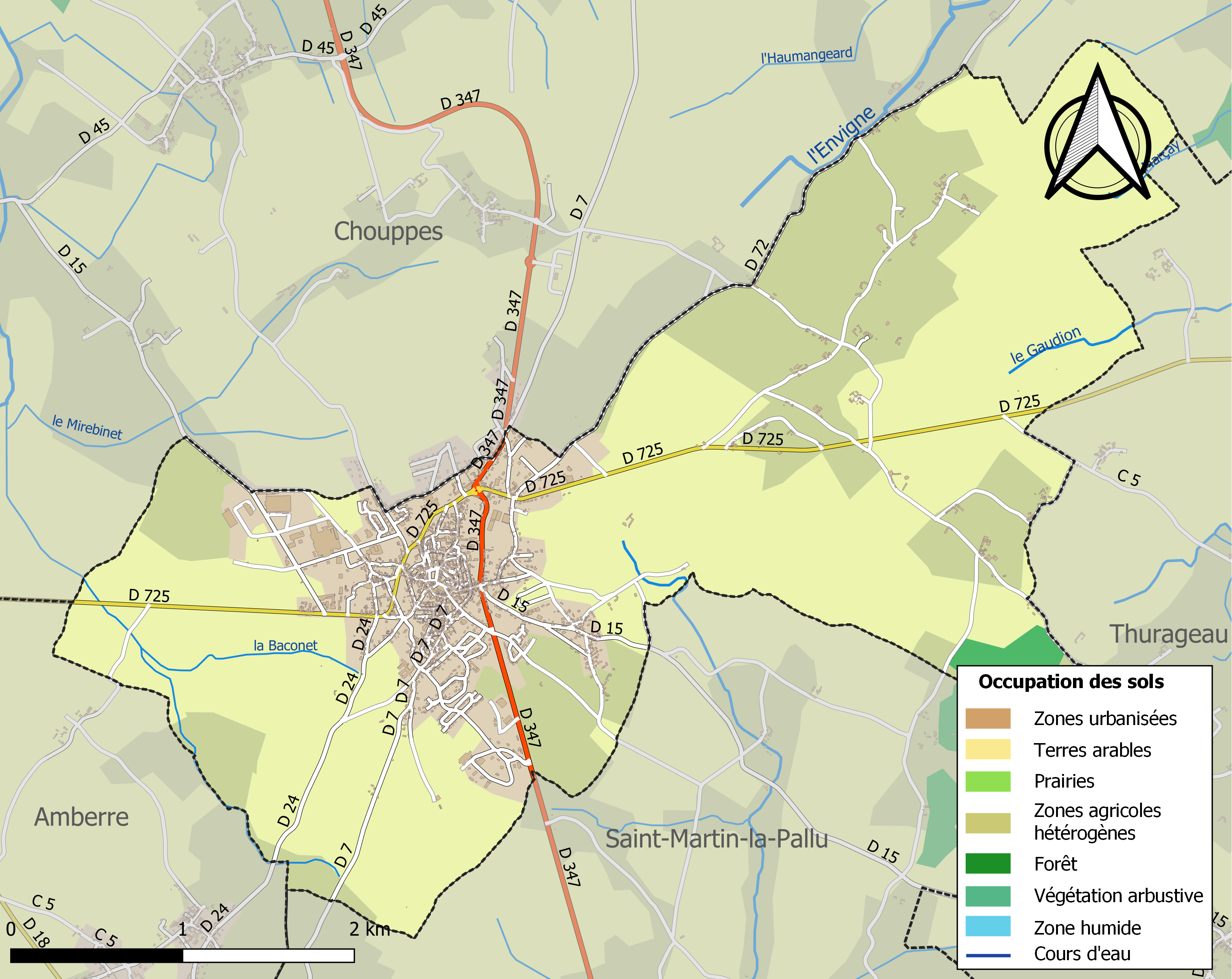
Kaart van de gemeente met de belangrijkste infrastructuur, bodemgebruik en omliggende gemeenten

## Demografie
Onderstaande figuur toont het verloop van het inwonertal (bron: INSEE-tellingen).